# スカパー・エンターテイメント
株式会社スカパー・エンターテイメント（SKY Perfect Entertainment Corporation.、略称SPET）は、スカパーJSATグループの衛星基幹放送・衛星一般放送事業者である。
「スカパー!」をプラットフォームとしテレビジョン放送10チャンネル（うち9チャンネルが有料）及びデータ放送数チャンネルと、スカパー!プレミアムサービスの全チャンネルを放送している。
過去には移動受信用地上基幹放送事業者でもあった。

## 沿革
- 2000年（平成12年）
  - 9月19日 - 株式会社スカイパーフェクト・コミュニケーションズ（以下「スカパー」、90%）及びJSAT株式会社（10%）の出資（この2社及び宇宙通信が2008年に合併し、現・スカパーJSAT株式会社）により、マルチチャンネルエンターテイメント株式会社（以下「MCE」）を設立。
  - 12月26日 - 東経110度CSデジタル放送に係る委託放送業務認定を受ける[1]。
- 2002年（平成14年）
  - 7月1日 - スカイパーフェクTV!2（現・スカパー!）において東経110度CSデジタル委託放送開始。
- 2007年（平成19年）
  - 3月30日 - スカパー、JSATよりMCE株式を取得し完全子会社とする。
  - 4月 - 同じくスカパー完全子会社で活動停止中であった委託放送事業者の株式会社シーエス・ナウ及び日本メディアーク株式会社と合併、MCEが存続会社となる。
- 2008年（平成20年）
  - 3月10日 - 本社を渋谷区渋谷の渋谷クロスタワーから同区赤坂の赤坂インターシティAIRに移転。
  - 10月1日 - 吸収分割により、スカパーJSATの親会社である株式会社スカパーJSATホールディングスの直接の子会社となる。
- 2009年（平成21年）
  - 6月10日 - 2011年以降に開始される新しいBSデジタル放送において、HDTV1番組・16スロット分の委託放送業務を認定することが総務省より発表された[2]。BSデジタル放送ではスカチャン804を放送するとしていた[3]。
  - 11月1日 - 社名を株式会社スカパー・エンターテイメントに変更[4]。
- 2011年（平成23年）
  - 6月30日 - 改正放送法の施行に伴い、委託放送事業者から衛星基幹放送事業者へ移行。
  - 10月1日 - BSデジタル放送開始[5] 。
- 2014年（平成26年）
  - 4月9日 - 移動受信用地上基幹放送事業認定（V-high帯13セグメントフレーム（210.428MHz）のうち2セグメント）
- 2015年（平成27年）
  - 4月1日 - 移動受信用地上基幹放送としてモバキャスによる「スカサカ!24時間サッカー専門チャンネル」放送開始。
- 2016年（平成28年）
  - 6月30日 - モバキャスによる「スカサカ!24時間サッカー専門チャンネル」放送終了。
  - 12月1日 - スカパー!プレミアムサービスの衛星一般放送事業者を、スカパー・ブロードキャスティングからスカパー・エンターテイメントに吸収分割により承継。

## 放送チャンネル

### 放送中
2025年7月現在

#### スカパー!（東経110度CS・BSデジタル放送）
太字はハイビジョン放送チャンネル。
それ以外は標準画質放送でありながらアスペクト比16:9の画角情報を付加して放送しているチャンネル。 
東経110度CS放送
- Ch.317 KBS World 韓流専門チャンネル（番組供給事業者：ケー・ビー・エスジャパン）
- Ch.331 カートゥーン ネットワーク 海外アニメ国内アニメ（番組供給事業者：ディスカバリー・ジャパン）
- 番組供給事業者：ウォルト・ディズニー・ジャパン[6]
  - Ch.312 Dlife[7]
  - Ch.343 ナショナル ジオグラフィック[8]
- Ch.800 スポーツライブ+（番組供給事業者：スカパーJSAT）
2020年3月1日、「スカサカ!」からチャンネル名称を変更。
- Ch.801 スカチャン1（番組供給事業者：スカパー・ブロードキャスティング[9]）

#### スカパー!プレミアムサービス
- 現在放送中の全てのテレビチャンネル（尚、100ch音楽ラジオの「スターデジオ（2024年3月31日をもって放送終了）」は除く）
  - スカパー! チャンネル一覧を参照の事。

### 休止中
チャンネル番号は休止時点。いずれも事実上は放送終了。
衛星基幹放送（旧・受託国内放送を含む）
- Ch.001 e2メイト（番組供給事業者：スカイパーフェクト・コミュニケーションズ） - 2008年6月30日放送休止
- Ch.100 スカパー!プロモ100（番組供給事業者：スカパーJSAT）- 2018年8月27日放送休止

### 終了
チャンネル番号は終了時点。
衛星基幹放送（旧・受託国内放送を含む）
- Ch.227 ザ・シネマ（番組供給事業者：ザ・シネマ） - 2017年8月31日放送終了
  - 終了翌日より、同日に設立された東北新社メディアサービスに基幹放送事業を譲渡し、同チャンネル（ハイビジョン放送）にて放送中。
- Ch.233 スター・チャンネル ハイビジョン - 2007年11月30日放送終了
  - 終了翌日より、株式会社スター・チャンネルが運営していたスター・チャンネルBS（Ch.BS200）のチャンネル名を同名の「スター・チャンネル ハイビジョン」に変更して放送（現・スターチャンネル1 → スターチャンネル → BS10スターチャンネル）。現在はジャパネットブロードキャスティングが基幹放送事業者としてCh.BS201にて放送中。
- Ch.237 スター・チャンネル プラス - 2011年9月30日放送終了
  - 終了翌日より、株式会社スター・チャンネルがCh.BS202にて「スターチャンネル3」としてハイビジョン放送。2024年5月31日をもって放送終了した。
- Ch.239 日本映画専門チャンネルHD - 2012年2月29日放送終了
  - 終了翌日より、日本映画衛星放送 → 日本映画放送がCh.BS255にてハイビジョン放送中。
- Ch.256 J SPORTS 3 - 2012年2月29日放送終了
  - 終了翌日より、株式会社ジェイ・スポーツがCh.BS244にてハイビジョン放送中。
- Ch.259 FIGHTING TV サムライ - 2009年1月31日放送中止
  - 翌日より、当チャンネルの帯域を利用して新設したスカチャン 804にてPPS「サムライ2シリーズ」を毎日原則8時間放送。なお「サムライ2シリーズ」は2011年9月30日にスカチャン3へ移転していた。
- Ch.309 フジテレビNEXT ライブ・プレミアム（番組供給事業者：フジテレビジョン） - 2012年9月27日放送終了
  - 終了翌日にフジテレビの系列企業サテライト・サービスに移管し、同チャンネルにてハイビジョン放送中。また、同日付で、「フジテレビONE スポーツ・バラエティ」・「フジテレビTWO ドラマ・アニメ」をハイビジョン放送に移行した。
- Ch.322 音楽・ライブ! スペースシャワーTV（番組供給事業者：スペースシャワーネットワーク）
  - 時期不明ながらサテライト・サービスに移管し、同チャンネル（ハイビジョン放送）にて放送中。
  - 兄弟チャンネルの「100%ヒッツ!スペースシャワーTV プラス」は、日本テレビ系列のCS日本が衛星基幹放送事業者としてCh.321にて（16:9フルサイズのSD放送）放送しているが、2025年6月30日をもって放送終了。
- Ch.799 スカチャンHD 799（期間限定チャンネル）
  - 当チャンネル放送期間中、スカチャン 801（当時はSD放送）とスカチャン 802は放送休止していた。
- Ch.800 スカチャン0 - 2017年1月31日放送終了
  - 終了翌日より、「スカサカ!」→「スポーツライブ+」にチャンネル名称を変更した。
- Ch.802 スカチャン2 - 2018年9月25日で放送終了
- Ch.804 スカチャン 804 - 2011年9月29日で放送終了
  - 「BSスカパー!」の放送開始に伴い、帯域返上。
- Ch.805 スカチャン3 - 2018年8月27日で放送終了

東経110度CS放送（4K放送） - 全チャンネル2024年3月31日をもって放送終了
- 番組供給事業者：ジェイ・スポーツ
  - Ch.821 J SPORTS 1（4K）
  - Ch.822 J SPORTS 2（4K）
  - Ch.823 J SPORTS 3（4K）
  - Ch.824 J SPORTS 4（4K）
- Ch.880 日本映画＋時代劇 4K（番組供給事業者：日本映画放送）
- Ch.881 スターチャンネル4K（番組供給事業者：スター・チャンネル）
- 番組供給事業者：スカパー・ブロードキャスティング
  - Ch.882 スカチャン1 4K
  - Ch.883 スカチャン2 4K

移動受信用地上基幹放送
- スカサカ!24時間サッカー専門チャンネル「モバキャス」- 2016年6月30日終了
  - モバキャス自体が停波したことによるもの。

BSデジタル放送
論理チャンネル枠：24x（テレビ）・84x（データ）
- Ch.BS241 BSスカパー!（直営放送） - 2022年10月31日放送終了
  - スカパー!プレミアムサービスではスカパー・ブロードキャスティングが運営していたが、同サービスの放送を承継した際に当社の運営に一本化された。
- Ch.BS840 スカパー!ガイド（データ放送） - 同上
  - Ch.BS841も割り当てられているが、放送休止のままBSスカパー!共々放送終了。